# Farzad Farzin
 (décembre 2021).
Farzad Farzin (né le 24 juillet 1981 à Téhéran) est un chanteur, compositeur, arrangeur, acteur et auteur-compositeur iranien. Il a officiellement commencé sa carrière musicale en 1999 et compte sept albums officiels,,.
Né le 24 juillet 1981 à Téhéran, il est diplômé d'une licence en gestion industrielle. Depuis 1998, il s'est sérieusement lancé dans le domaine de la musique en composant la musique du court métrage Sadegh Hedayat. Il a sorti sept albums de musique et a collaboré avec de nombreux chanteurs dont Reza Sadeghi, Mehdi Moghadam, Mehdi Modarres, Omid Amri et Mohsen Chavoshi. Sharareh est son premier album officiel sorti en 2004. En 2006 et 2007, ses deux albums, Chase et Threat, sont sortis officieusement. L'album officiel de Shock en 2008 est sa deuxième œuvre officielle, qui a été bien accueillie par le peuple et avec la vente de plus de 140 000 exemplaires, il a été placé à la cinquième place du tableau des ventes.